# Invisible (Linkin Park)
Invisible è un singolo del gruppo musicale statunitense Linkin Park, pubblicato il 10 maggio 2017 come quarto estratto dal settimo album in studio One More Light.

## Descrizione
Il brano è uno dei pochi dell'album a figurare Mike Shinoda come cantante principale al posto di Chester Bennington, il quale esegue i controcanti. Lo stesso Shinoda, in merito al significato del testo (da lui scritto insieme a Justin Parker), ha spiegato che è una storia rivolta ai propri figli, raccontando nello specifico quei momenti in cui avverte il bisogno di dire qualcosa che potrebbero non voler sentire, ammettendo nel ritornello di sentirsi in colpa per aver pronunciato determinate frasi ad alta voce in quanto non era sua intenzione ferire i loro sentimenti e promettendo pertanto che nei prossimi momenti difficili che passeranno, quando tutto sembra crollare intorno a loro, sarà lì per aiutarli a rialzarsi.

## Promozione
Ancor prima della sua pubblicazione come singolo, il 27 febbraio 2017 Invisible è stato presentato dal vivo durante la partecipazione dei Linkin Park presso il programma televisivo statunitense The Late Late Show with James Corden, evento al quale avevano suonato anche il primo singolo Heavy con Kiiara. L'esibizione è stata diffusa ufficialmente soltanto il 13 giugno dello stesso anno su YouTube.
Il 9 maggio il brano ha fatto il suo debutto radiofonico nel programma di Apple Music Beats 1, condotto da Zane Lowe, mentre il giorno seguente è stato pubblicato digitalmente e per lo streaming insieme un lyric video diretto da Jose Lun.

## Tracce
Testi di Mike Shinoda e Justin Parker, musiche dei Linkin Park.
1. Invisible – 3:34

## Formazione
Hanno partecipato alle registrazioni, secondo le note di copertina di One More Light:
Gruppo
- Chester Bennington – cori
- Rob Bourdon – batteria
- Brad Delson – chitarra
- Phoenix – basso
- Joe Hahn – campionatore, programmazione
- Mike Shinoda – tastiera, voce

Altri musicisti
- Jesse Shatkin – tastiera e programmazione aggiuntive

Produzione
- Mike Shinoda – produzione, ingegneria del suono
- Brad Delson – produzione
- Jesse Shatkin – coproduzione
- Andrew Dawson – produzione aggiuntiva
- RAC – produzione aggiuntiva
- Emily Wright – produzione vocale
- Ethan Mates – ingegneria del suono
- Josh Newell – ingegneria del suono
- Alejandro Baima – assistenza tecnica
- Warren Willis – assistenza tecnica
- Jerry Johnson – assistenza tecnica
- Șerban Ghenea – missaggio
- John Hanes – ingegneria al missaggio
- Chris Gehringer – mastering

## Classifiche
| Classifica (2017)                | Posizione massima |
| -------------------------------- | ----------------- |
| Stati Uniti (rock & alternative) | 32                |